# Lendringsen (Soest)

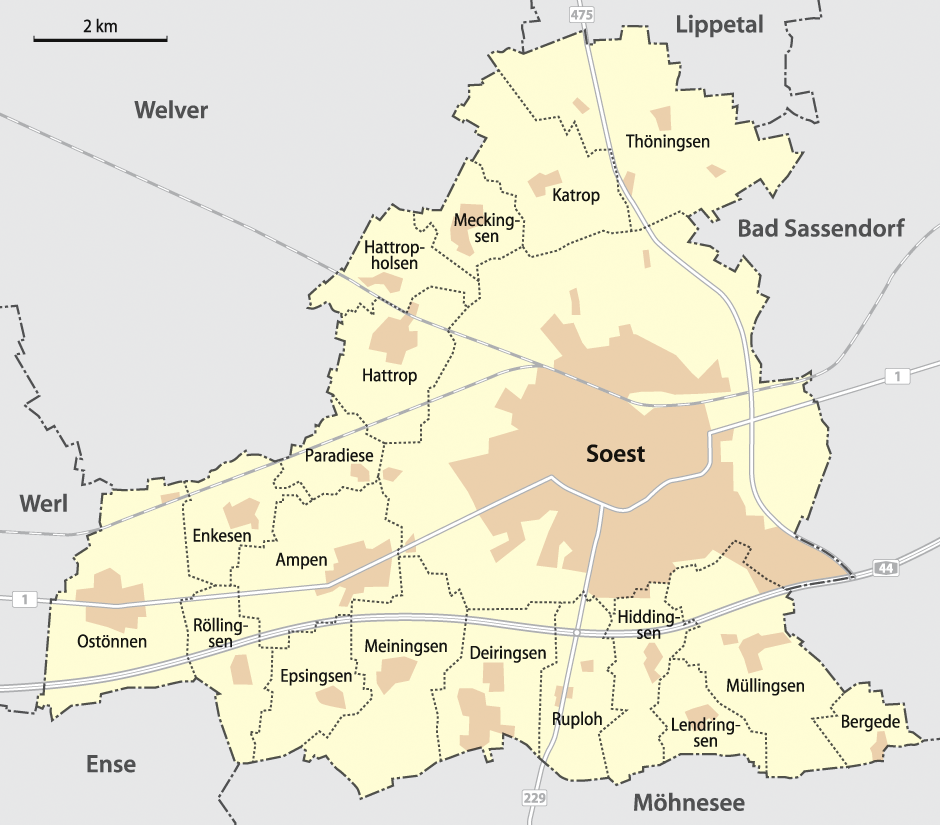
Soest und seine Ortsteile

Lendringsen ist ein Ortsteil von Soest in Westfalen. Die Ortschaft der Oberbörde liegt auf dem Haarstrang südlich der BAB 44 und hat keine gemeinsame Grenze mit der Soester Kernstadt. Benachbart sind in jeweils ca. 1 km Entfernung nördlich und westlich der Soester Ortsteil Hiddingsen, östlich der Soester Ortsteil Müllingsen, südlich die Gemeinde Möhnesee. Zwischen Müllingsen und Lendringsen verläuft die Lendringser Schledde.
In unmittelbarer Nähe des Ortes liegt die Steinkiste von Hiddingsen.

## Geschichte und Ortsname
Lendringsen wurde entweder 1160 als Lenderenchusen erstmals erwähnt oder 1291 als Lendrinchusen. Die für die Umgebung von Soest übliche Endung „-ingsen“ stellt eine Verkürzung aus „-inghausen“ bzw. den entsprechenden Vorgängerwörtern dar. Der Name lässt sich deuten als „bei den Häusern der Leute des Landheri“ (letzteres ein seit dem 9. Jahrhundert belegter Personenname).
Lendringsen wurde am 1. Juli 1969 in die Kreisstadt Soest eingegliedert.

### Einwohnerentwicklung
| Jahr | Ew. |
| ---- | --- |
| 1933 | 75  |
| 1939 | 80  |
| 1961 | 92  |
| 1998 | 128 |
| 2005 | 158 |
| 2008 | 168 |